# Ancy-le-Franc (zámek)
Zámek Ancy-le-Franc [ansy l'fran] je renesanční zámek ze 16. století, který stojí ve městě Ancy-le-Franc v departementu Yonne, Francie, asi 50 km východně od Auxerre.

## Historie
Stavba stávajícího zámku začala v roce 1544 na žádost Antoine III de Clermont, švagra Diane de Poitiers a syna Anne de Husson, hrabě z Tonnerre. Projekt zámku je připisován italskému architektu Sebastiano Serliovi, kterého pozval do Francie král František I. Po Serliově smrti v roce 1554 ve Fontainebleau práci převzal architekt Pierre Lescot, který ale respektoval původní Serliovy plány. Design interiéru je dílem Francesca Primaticcia, který v té době pracoval na zámku ve Fontainebleau.
Sály v přízemí zdobí motivy z Pompejí, reprezentační galerie je dekorována mytologickými a starověkými scénami, má polychromovaný kazetový strop, mramorovou podlahu, a jemně vyřezávané dřevěné obložení. Na výzdobě zámku se podíleli umělci z tzv. první školy z Fontainebleau jako Francesco Primaticcio nebo Niccolò dellʼAbbate, ale také třeba Nicolas de Hoey a různí vlámští i místní malíři.
Antoine de Clermont zemřel v roce 1578 a jeho vnuk Charles-Henri de Clermont dokončil interiér. Plně dokončený zámek hostil prestižní hosty jako byl Jindřich III. Francouzský (krátká návštěvá), Jindřich IV. Francouzský v roce 1591, Ludvík XIII. v roce 1631 a Ludvík XIV. v roce 1674.
V roce 1683 rodina Clermont-Tonnerre byla nucena prodat pozemek z Ancy-le-Franc a zámek koupil François Michel Le Tellier de Louvois ministr Ludvíka XIV. Následující rok získal Louvois celý kraj Tonnerre (včetně včetně Château de Maulnes). Následně zaměstnal známého zahradního architekta André Le Notre, který vytvořil cesty a zahrady v areálu.
Po francouzské revoluci se rodině podařilo získat zámek zpět. Znovu obnovili areál stejně jako interiér zámku do své bývalé slávy.
V roce 1844 Ancy-le-Franc byl prodán Louisem Aime Gaspardem de Clermont-Tonnerre, potomkem Antoina III. Clermont. Zámek měnil své majitele včetně knížat z Merode.
V současné době zámek je ve vlastnictví soukromé společnosti, Société Paříži Investir SAS, který se ujal jeho restaurování a uznání za národní historickou památkou.

## Popis
Architektura zámku je výsledkem směsi francouzských a italských stylů, což je důsledkem kompromisu mezi francouzským majitelem a italským architektem.
Zámek je postaven na obdélníkovém půdorysu. Uvnitř zámku jsou nástěnné malby podle kreseb Primaticciových nebo Niccola dell'Abbate, dále kazetové stropy, jemné řezby ze dřeva, a různé barevné ozdoby.

## Galerie

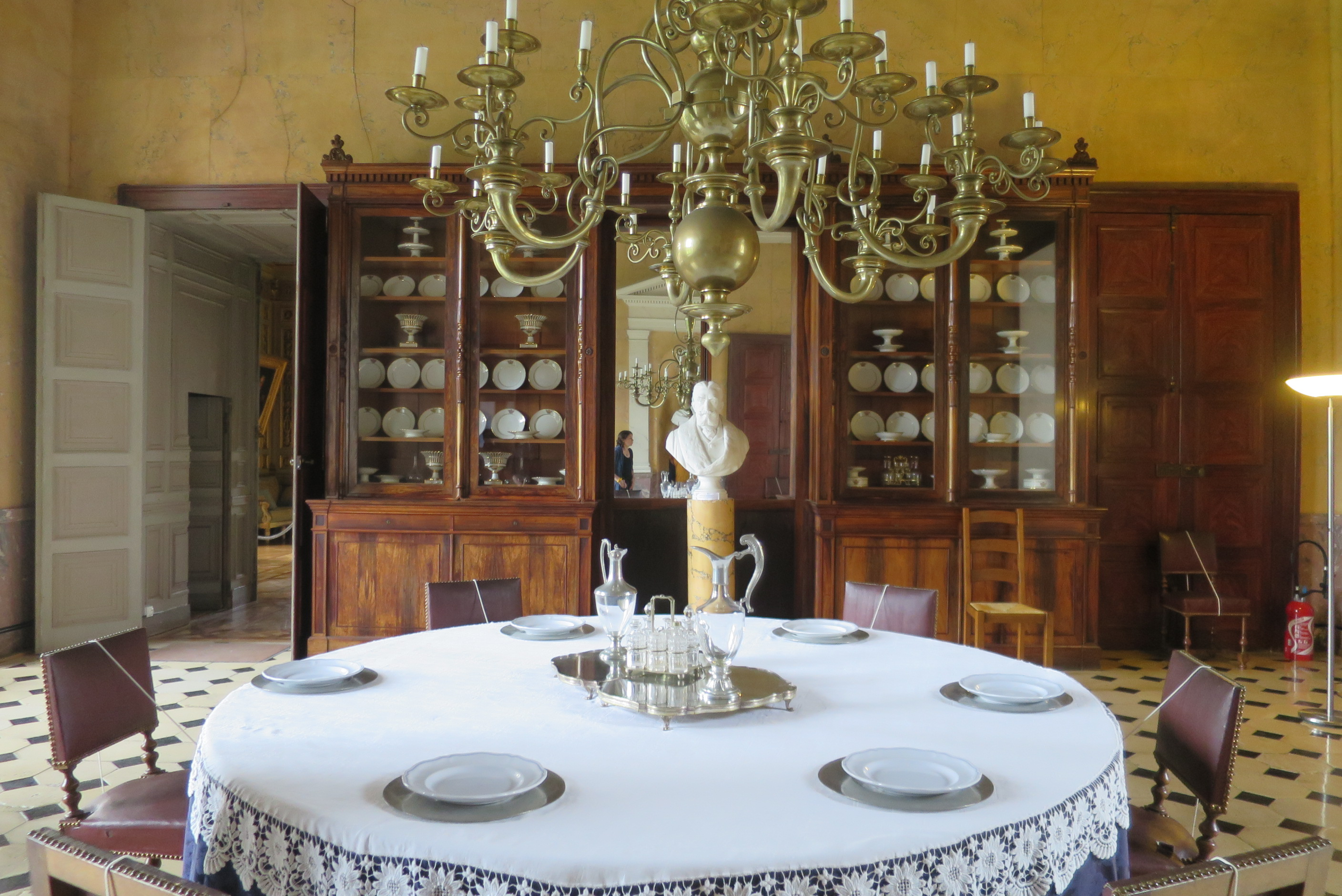
interiéry zámku
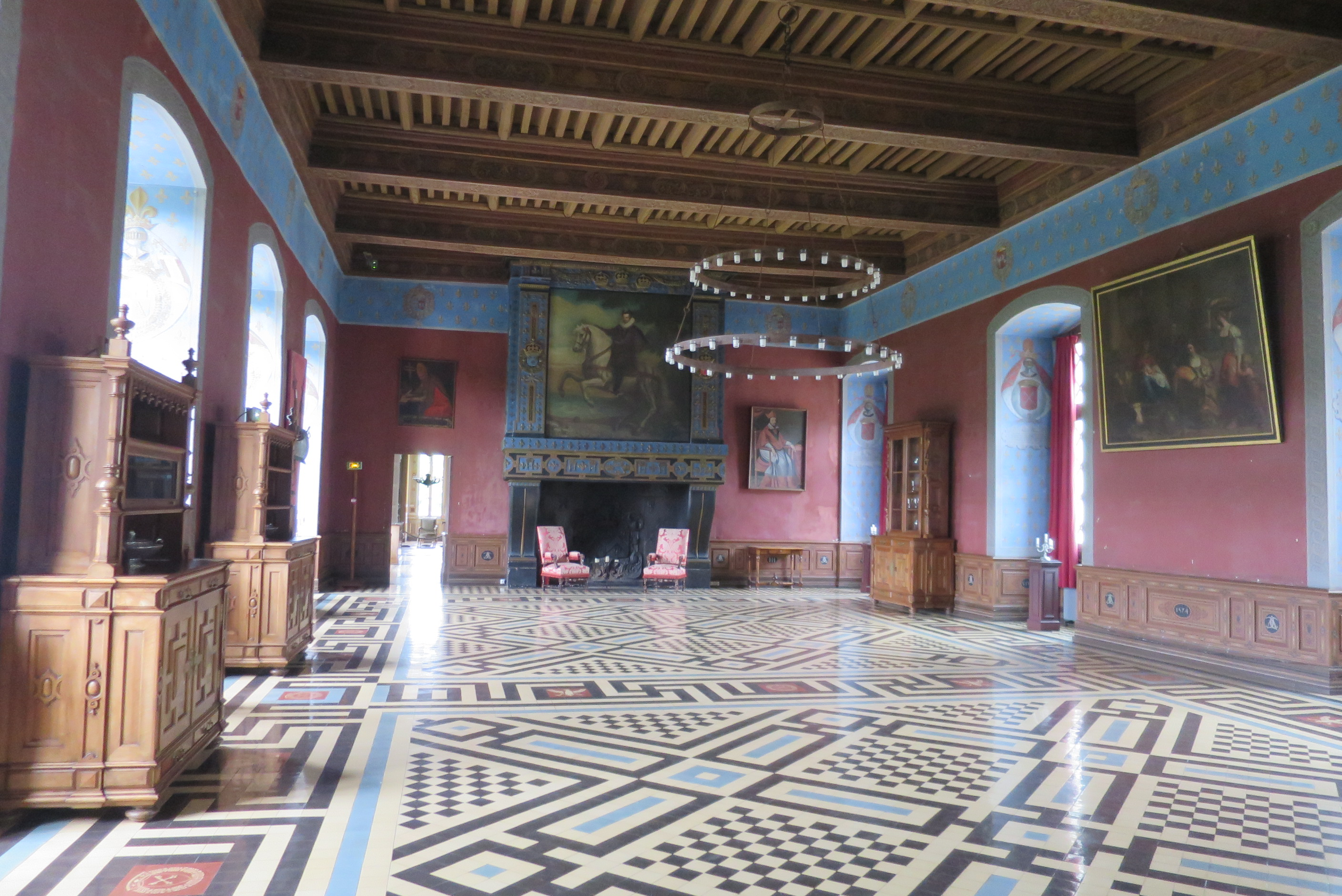
interiéry zámku
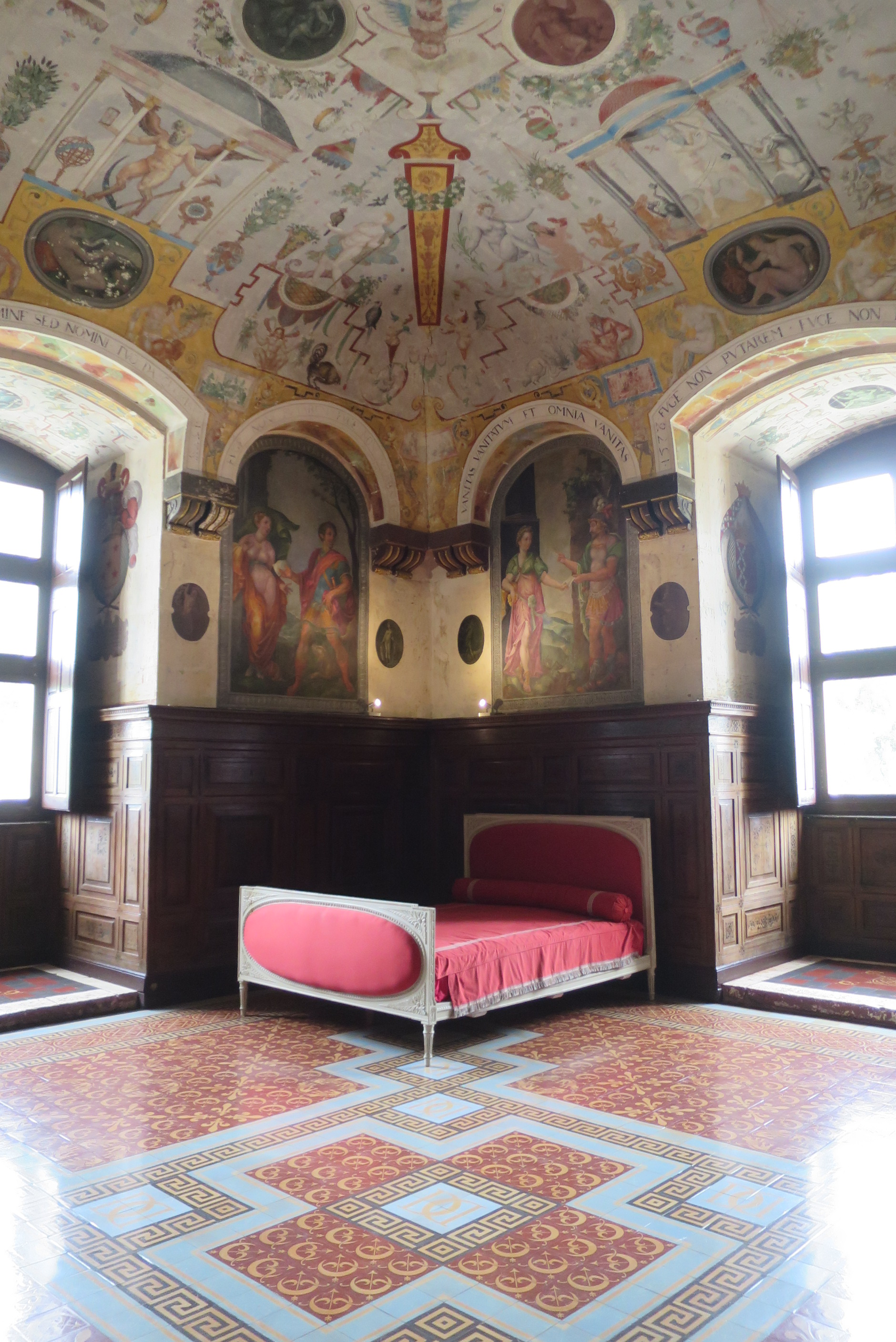
interiéry zámku
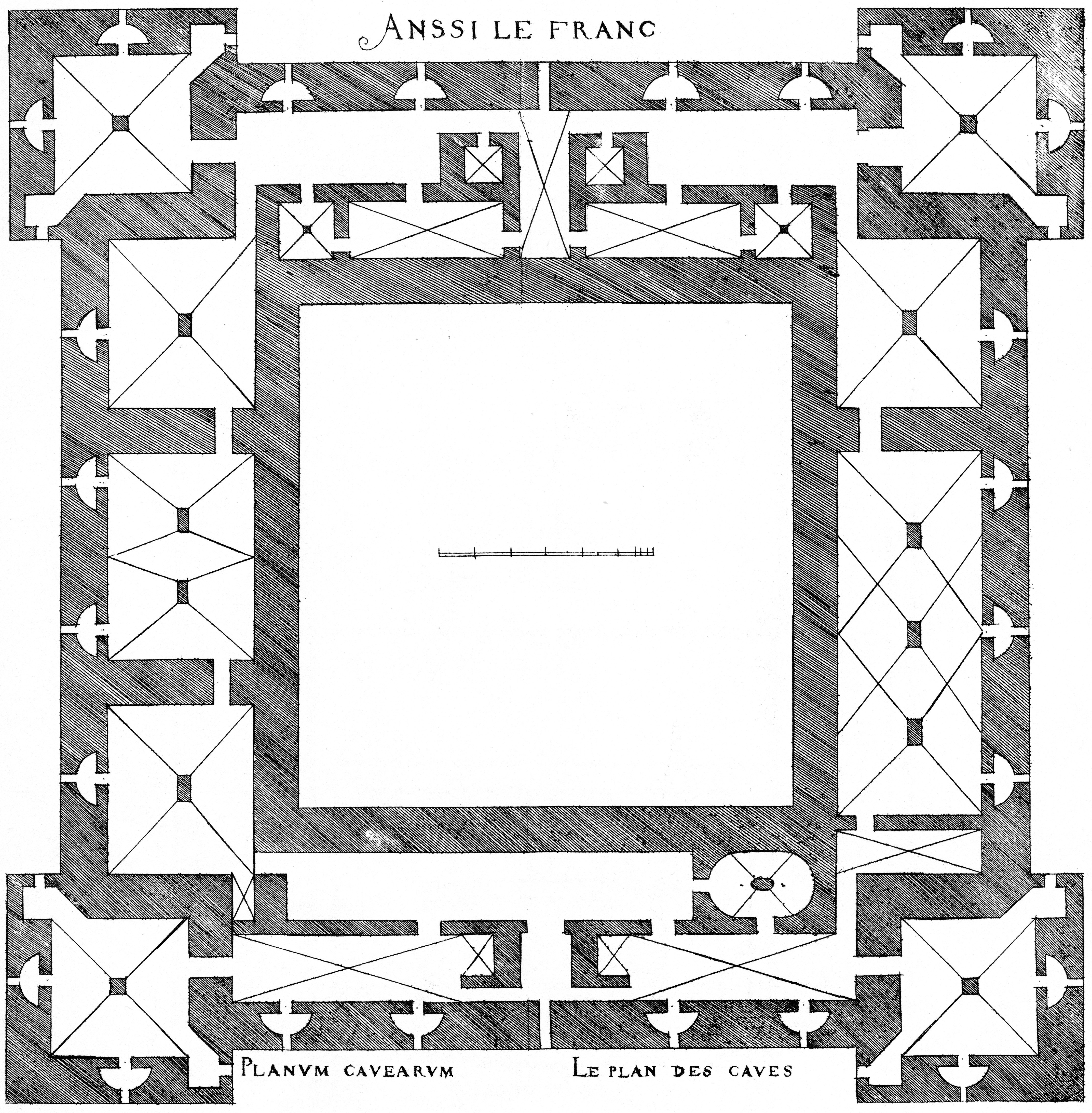
půdorys zámku